# Rhododendron nipponicum
Rhododendron nipponicum är en ljungväxtart som beskrevs av Jinzô Matsumura. Rhododendron nipponicum ingår i släktet rododendron, och familjen ljungväxter. Inga underarter finns listade i Catalogue of Life.

## Bildgalleri

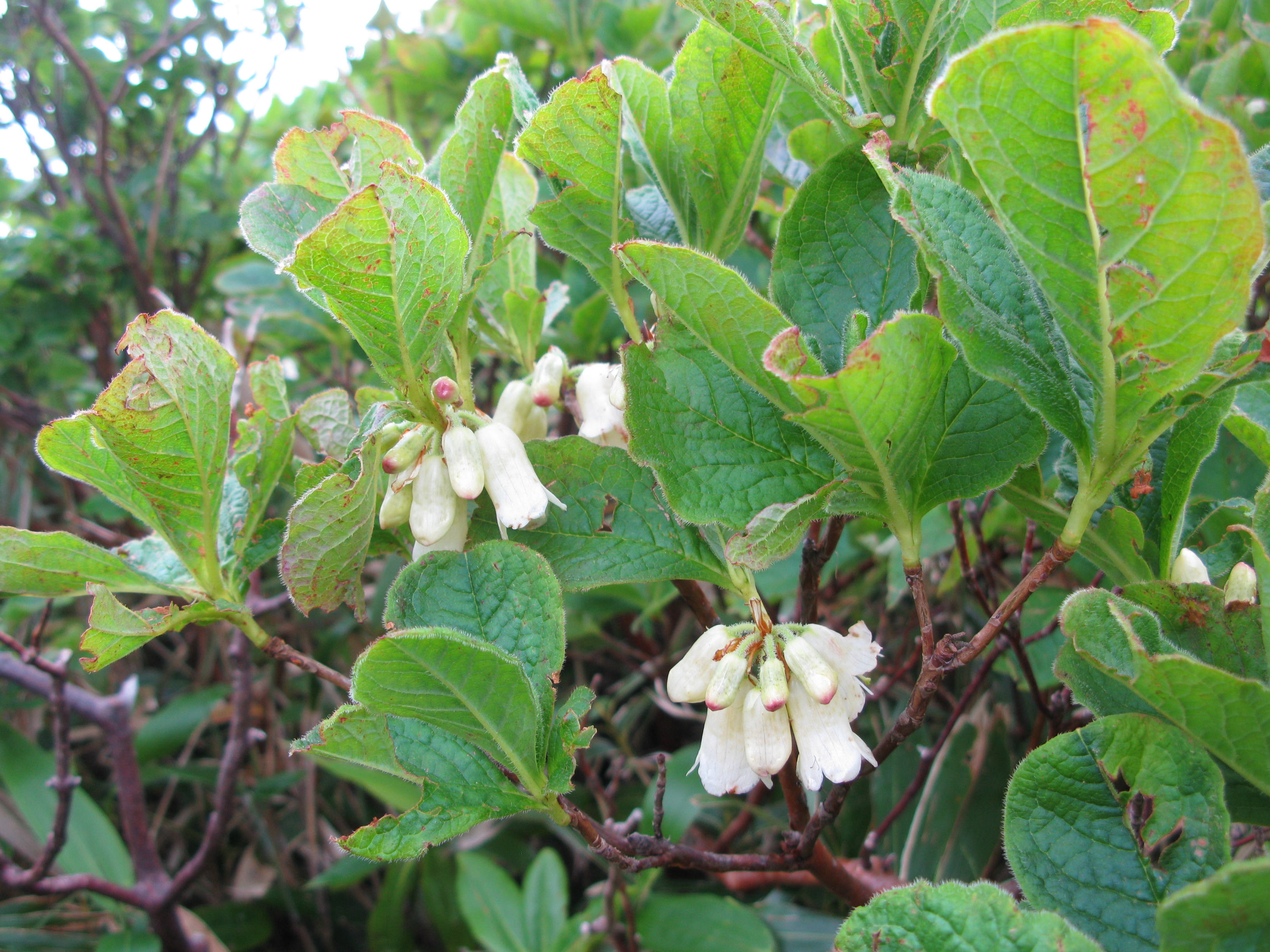
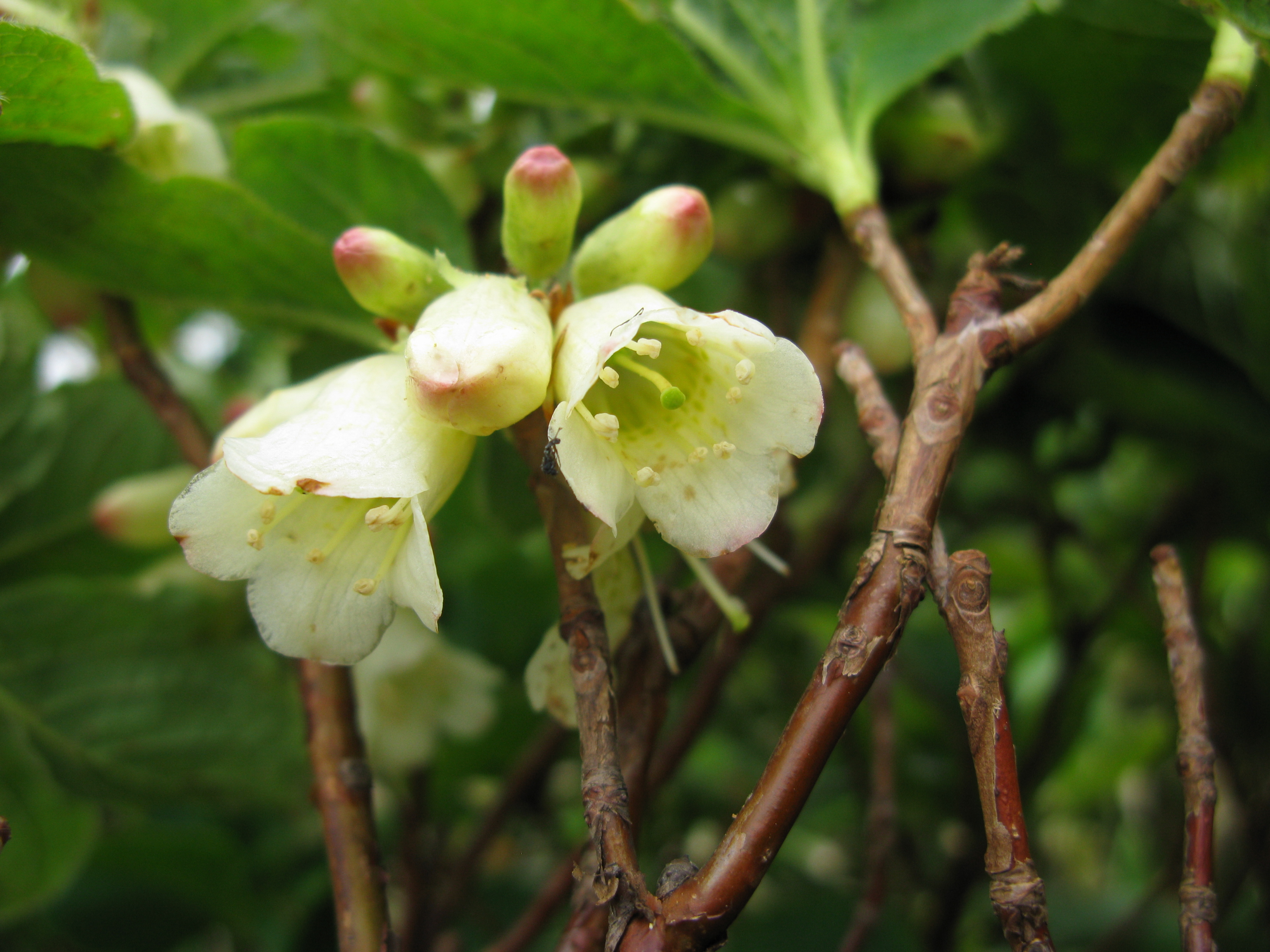
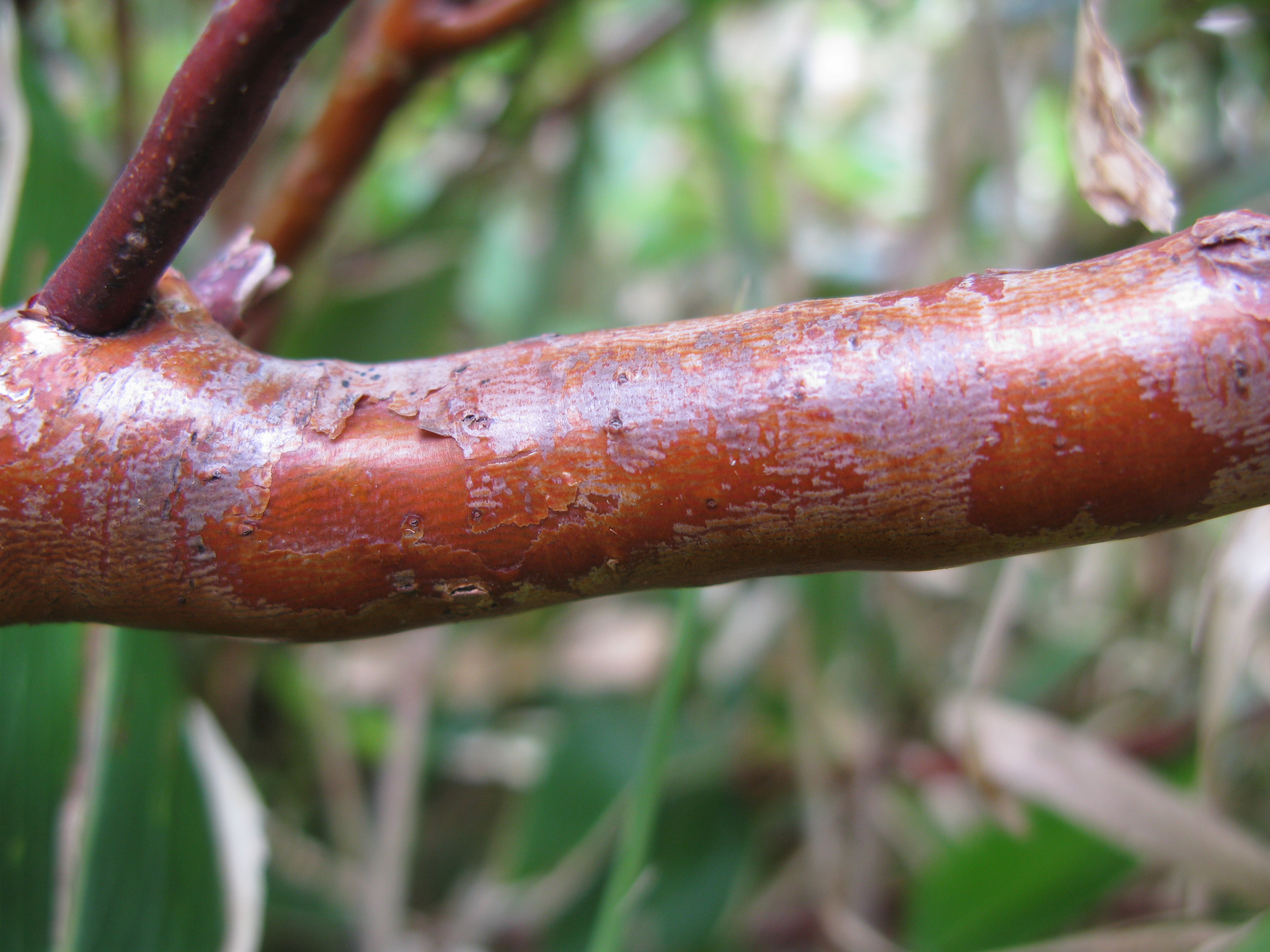